# Kleinräschen
Kleinräschen (niedersorbisch Rańk) war eine Gemeinde auf dem Gebiet des heutigen Landkreises Oberspreewald-Lausitz in Brandenburg. Sie wurde am 1. April 1925 mit dem benachbarten Groß-Räschen zu der heutigen Stadt Großräschen zusammengelegt und gehört heute zum Zentralort.

## Lage
Kleinräschen liegt in der Niederlausitz, etwa zehn Kilometer nördlich der Kreisstadt Senftenberg. Umliegende Ortschaften sind neben dem restlichen Teil der Kernstadt Großräschen im Norden Allmosen im Osten, die Senftenberger Ortsteile Sedlitz im Südosten und Senftenberg im Süden, der Schipkauer Ortsteil Meuro im Südwesten sowie Freienhufen im Westen. Zwischen Kleinräschen und Senftenberg lag früher die durch den Tagebau Meuro überbaggerte Ortschaft Reppist.
Südlich von Kleinräschen lag früher der Tagebau Meuro. Durch Flutung des Restlochs entsteht dort heute der Großräschener See, an dessen Ufer Kleinräschen liegt. Der Ort liegt somit im Lausitzer Seenland. Nördlich wird Kleinräschen von der Bundesstraße 96 begrenzt.

## Geschichte
Kleinräschen wurde erstmals im Jahr 1370 als Kleinen Redschin erstmals urkundlich erwähnt. Großräschen wurde im selben Jahr erstmals erwähnt, dass wendische, als Straßenangerdorf angelegte Kleinräschen ist allerdings wesentlich älter. Ernst Eichler und Hans Walther leiten den Namen von Rěčina, also in etwa „Ort am Bach“, ab. Früher floss der Räschener Bach durch den Ort, der auch die Ortsgrenze mit Groß-Räschen bildete. Reinhard E. Fischer leitet den Ortsnamen von dem slawischen Personennamen Radscha ab.
Bis in das 19. Jahrhundert hinein war Kleinräschen ein überwiegend sorbischsprachiges Dorf. Durch den starken Aufschwung des Braunkohlebergbaus ab Ende des 19. Jahrhunderts kamen viele Menschen aus Schlesien und Böhmen nach Kleinräschen, wodurch der Gebrauch des sorbischen Sprache stark zurückging. Arnošt Muka zählte für seine Statistik über die sorbische Bevölkerung in der Lausitz im Jahr 1884 324 Einwohner, davon waren allerdings nur noch 120 Sorben und 204 Deutsche, was einem sorbischsprachigen Anteil von 37 % entsprach. 1891 wurde im westlichen Gemeindegebiet an der Straße nach Dobristroh die Arbeitersiedlung Anhalter Kolonie angelegt. Aufgrund reicher Tonvorkommen in und um Kleinräschen bildete sich ab 1900 zudem eine Ziegelindustrie. Von 1954 bis 1990 wurden in der Betriebsberufsschule der Ziegler in Kleinräschen Ziegler für das gesamte Gebiet der DDR ausgebildet.
Im Gegensatz zu der Ortsnamensgebung war Kleinräschen immer größer als das benachbarte Groß-Räschen. Bei der Zusammenlegung 1925 hatte Kleinräschen insgesamt 3.893 Einwohner, Groß-Räschen hatte nur 2.917 Einwohner.
Kleinräschen liegt im Lausitzer Braunkohlerevier. Südlich befand sich früher der Tagebau Meuro, welcher 1999 eingestellt wurde. Das Gebiet des Tagebaus wird seitdem von der Lausitzer und Mitteldeutschen Bergbau-Verwaltungsgesellschaft saniert. Im März 2007 wurde mit der Flutung des Restlochs begonnen, diese soll voraussichtlich 2018 abgeschlossen sein. Am Ufer des entstehenden Großräschener Sees entstehen aktuell unter anderem ein Hafen, eine Seebrücke und mehrere Hotels.
Nach dem Wiener Kongress ging die gesamte Niederlausitz an das Königreich Preußen über. Bei der Kreisneubildung 1816 kam Kleinräschen zum Landkreis Calau in der Provinz Brandenburg, die 1947 zum Land Brandenburg wurde. Am 6. Februar 1925 genehmigte das preußische Staatsministerium einen Zusammenschluss der Gemeinden Kleinräschen und Groß-Räschen zur Gemeinde Großräschen am 1. April 1925. Am 25. Juli 1952 kam Kleinräschen zum Kreis Senftenberg im Bezirk Cottbus. 1965 bekam die gebildete Gemeinde das Stadtrecht verliehen. Nach der Wende lag Kleinräschen zunächst im Landkreis Senftenberg in Brandenburg, nach der Kreisreform im Dezember 1993 kam Kleinräschen zum Landkreis Oberspreewald-Lausitz.

## Persönlichkeiten
- Herbert Scurla (1905–1981), Volkswirt und Schriftsteller, geboren in Kleinräschen
- Werner Hüttig (1908–1972), Rassenhygieniker und Hochschullehrer, geboren in Kleinräschen
- Fritz Bönisch (1923–2007), Heimatforscher